# Осичківська сільська рада (Радомишльський район)
Осичківська сільська рада (до 1946 року — Ляхівська сільська рада) — колишня адміністративно-територіальна одиниця та орган місцевого самоврядування у Потіївському, Малинському і Радомишльському районах Малинської, Коростенської і Волинської округ, Київської й Житомирської областей Української РСР та України з адміністративним центром у с. Осички.

## Населені пункти
Сільській раді були підпорядковані населені пункти:
- с. Осички
- с. Русанівка

## Населення
Відповідно до результатів перепису населення СРСР, кількість населення ради, станом на 12 січня 1989 року, становила 996 осіб.
Станом на 5 грудня 2001 року, відповідно до перепису населення України, кількість мешканців сільської ради становила 790 осіб.

## Склад ради
Рада складалася з 12 депутатів та голови.

### Керівний склад сільської ради
| ПІБ                           | Основні відомості                                                 | Дата обрання | Дата звільнення |
| ----------------------------- | ----------------------------------------------------------------- | ------------ | --------------- |
| Рихальський Микола Михайлович | Сільський голова, 1954 року народження, освіта, безпартійний      | 26.03.2006   | 31.10.2010      |
| Єсипенко Сергій Борисович     | Сільський голова, 1963 року народження, освіта вища, безпартійний | 31.10.2010   |                 |

Примітка: таблиця складена за даними джерела

## Історія
Створена 1923 року як Ляхівська сільська рада, в с. Ляхова Облітківської волості Радомисльського повіту Київської губернії. 16 січня 1923 року підпорядковано села Дорогунь та Прибудок (Прибуток) ліквідованої Прибудківської сільської ради Облітківської волості. Станом на вересень 1924 року в підпорядкуванні значилися хутори Ляхівський та Сінний. 13 листопада 1928 року с. Дорогунь передане до складу Дитинецької сільської ради Потіївського району. На 1929 рік у підпорядкуванні значився х. Сива Лоза, х. Ляхівський не значився на обліку населених пунктів. На 1 жовтня 1941 року хутори Сива Лоза та Сінний не перебували на обліку населених пунктів.
7 червня 1946 року, відповідно до указу Президії Верховної ради Української РСР «Про збереження історичних найменувань та уточнення і впорядкування існуючих назв сільрад і населених пунктів Житомирської області», сільську раду перейменовано на Осичківську через перейменування її адміністративного центру на с. Осички.
Станом на 1 вересня 1946 року сільська рада входила до складу Потіївського району Житомирської області, на обліку в раді перебували села Осички та Прибуток.
11 серпня 1954 року, відповідно до указу Президії Верховної ради Української РСР «Про укрупнення сільських рад по Житомирській області», до складу ради включено с. Русанівка ліквідованої Русанівської сільської ради Потіївського району. 2 вересня 1954 року, відповідно до рішення Житомирського облвиконкому № 1087 «Про перечислення населених пунктів в межах районів Житомирської області», с. Прибуток підпорядковано Облітківській сільській раді Потіївського району. 5 березня 1960 року, відповідно до рішення Житомирського облвиконкому «Про зміни в адміністративно-територіальному поділі сільських рад Радомишльського і Володарсько-Волинського районів», підпорядковано села Котівка та Філонівка ліквідованої Котівської сільської ради Радомишльського району, яку відновлено 5 липня 1965 року у попередньому складі.
На 1 січня 1972 року сільська рада входила до складу Радомишльського району Житомирської області, на обліку в раді перебували села Осички та Русанівка.
Ліквідована 7 грудня 2017 року через об'єднання до складу Радомишльської міської територіальної громади Радомишльського району Житомирської області.
Входила до складу Потіївського (7.03.1923 р.), Радомишльського (21.01.1959 р., 4.01.1965 р.) та Малинського (30.12.1962 р.) районів.